# علاء الدين السمرقندي
أبو بكر علاء الدين محمد بن أحمد بن أبي أحمد السمرقندي (ت: 539 هـ / 1145م) فقيه وأصولي من كبار علماء المذهب الحنفي. أقام في حلب فترة من الزمن، واشتهر بكتابه تحفة الفقهاء الذي شرحه علاء الدين الكاساني في كتابه بدائع الصنائع فزوجه علاء الدين السمرقندي ابنته العالمة فاطمة السمرقندي ،  وللسمرقندي كتب أخرى منها «الأصول».